# Mistrzostwa Polski Polityków w szachach
Mistrzostwa Polski Polityków w szachach – rozgrywane od 2003 r. zawody mające na celu wyłonienie najlepszego szachisty wśród polskich polityków. Turnieje rozgrywane są systemem kołowym na dystansie 9-11 rund (w zależności od liczby uczestników), tempem szachów szybkich (po 30 minut na partię).
Prawo startu mają politycy funkcjonujących partii politycznych w RP, posłowie, senatorowie, wojewodowie, marszałkowie sejmików wojewódzkich, prezydenci  miast, burmistrzowie, starostowie, wójtowie oraz pracownicy Centralnych Organów Władzy i  Administracji RP bez względu na posiadaną kategorię szachową.

## Lista zwycięzców
| Edycja | Rok  | Miasto      | Zwycięzca          | Partia polityczna |
| ------ | ---- | ----------- | ------------------ | ----------------- |
| 1      | 2003 | Głuchołazy  | Kazimierz Strojek  | SLD Białystok     |
| 2      | 2004 | Głuchołazy  | Tomasz Pacuszka    | PiS Grudziądz     |
| 3      | 2005 | Głuchołazy  | Tomasz Pacuszka    | PiS Grudziądz     |
| 4      | 2006 | Głuchołazy  | Paweł Kukuła       | PiS Grudziądz     |
| 5      | 2007 | Głuchołazy  | Paweł Kukuła       | PiS Grudziądz     |
| 6      | 2008 | Jarnołtówek | Rafał Zgadzaj      | PSL Opole         |
| 7      | 2009 | Jarnołtówek | Sławomir Chojnacki | PSL Opole         |
| 8      | 2010 | Jarnołtówek | Rafał Zgadzaj      | PSL Opole         |